# Palatul Contarini Fasan

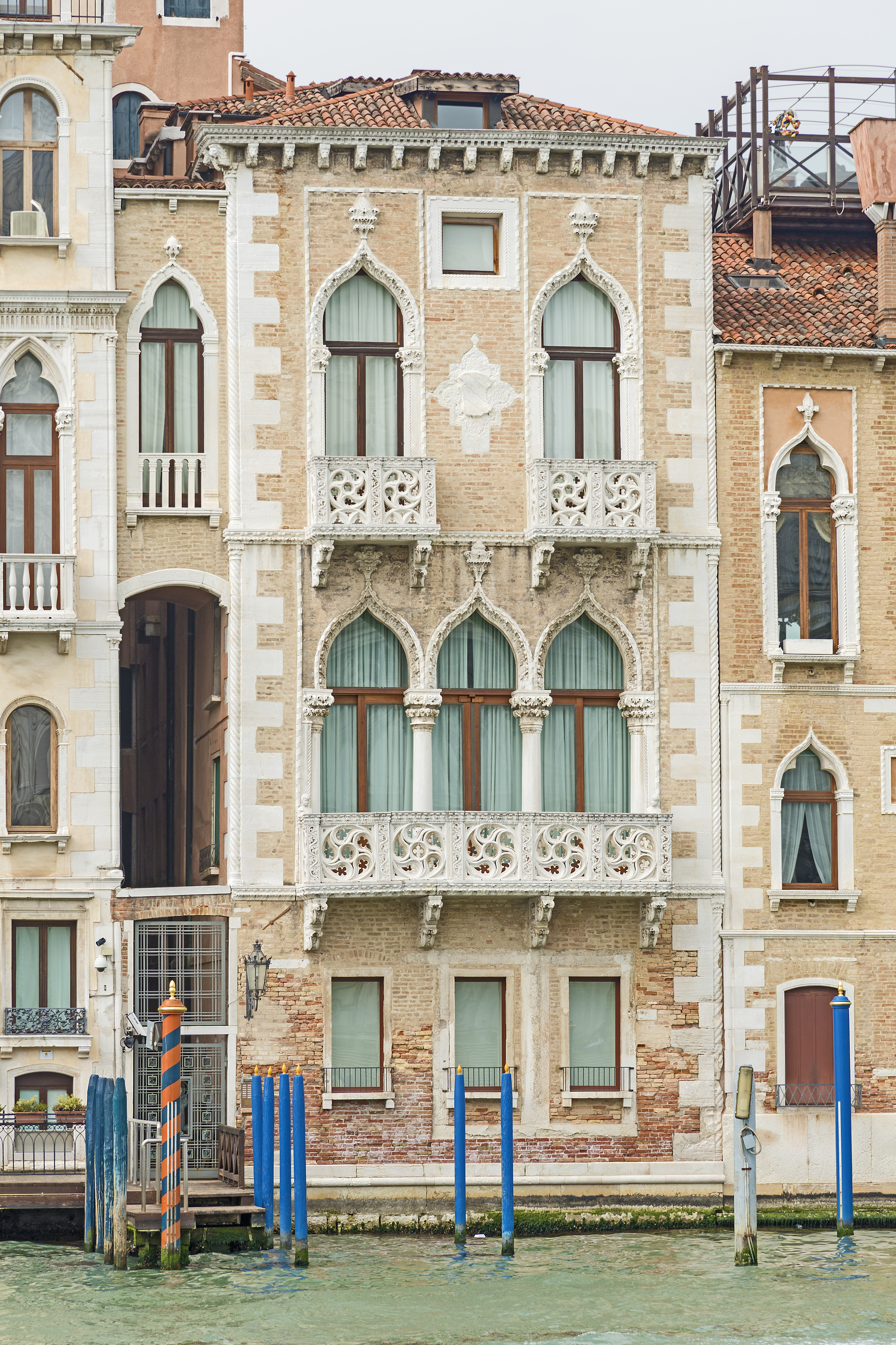
Palatul Contarini Fasan

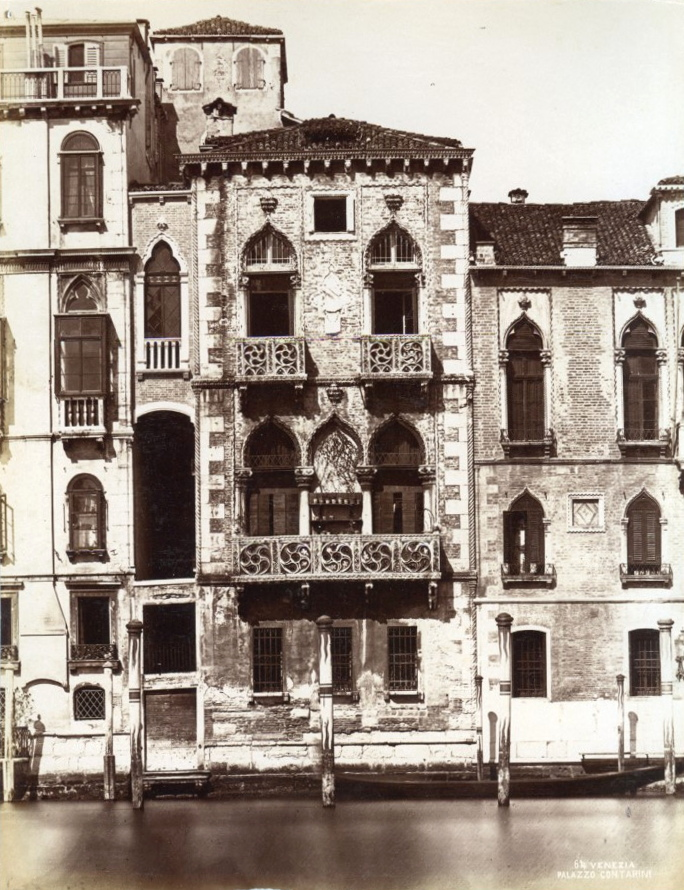
Palatul în secolul al XIX-lea

Palatul Contarini Fasan, cunoscut popular drept Casa Desdemonei, este un palat din Veneția, situat în sestiere San Marco și cu fațada la Canal Grande.

## Istoric
Palatul Contarini este o construcție specială din secolul al XV-lea, care a aparținut familiei Contarini. Potrivit unei legende, ea este considerată în mod tradițional a fi casa Desdemonei, personajul principal al piesei de teatru Othello a lui William Shakespeare.

## Arhitectură
Palatul de mici dimensiuni are o fațadă dezvoltată în înălțime. Forometria, cea mai înaltă expresie a arhitecturii gotice venețiene, scoate în evidență cele trei niveluri: parterul este format din trei ferestre mici dreptunghiulare (lipsește accesul la apă); la primul etaj este o fereastră triforă în arc acut cu balcon, ale cărei deschideri sunt susținute de coloane din piatră albă; la al doilea etaj se află două ferestre monofore ogivale.
Între cele două deschideri monofore, sub o deschidere mică pătrată, există o stemă mare în basorelief a familiei Contarini.
În partea de sus a fațadei se află o cornișă dințată, sub care supraviețuiesc urmele unor fresce care decorau odinioară suprafața. Pe partea stângă un "pasaj" leagă palatul de clădire alăturată: iese în evidență, în special, prezența unei ferestre monofore gotice, după modelul celor de pe fațadă.

Foto Paolo Monti, 1969
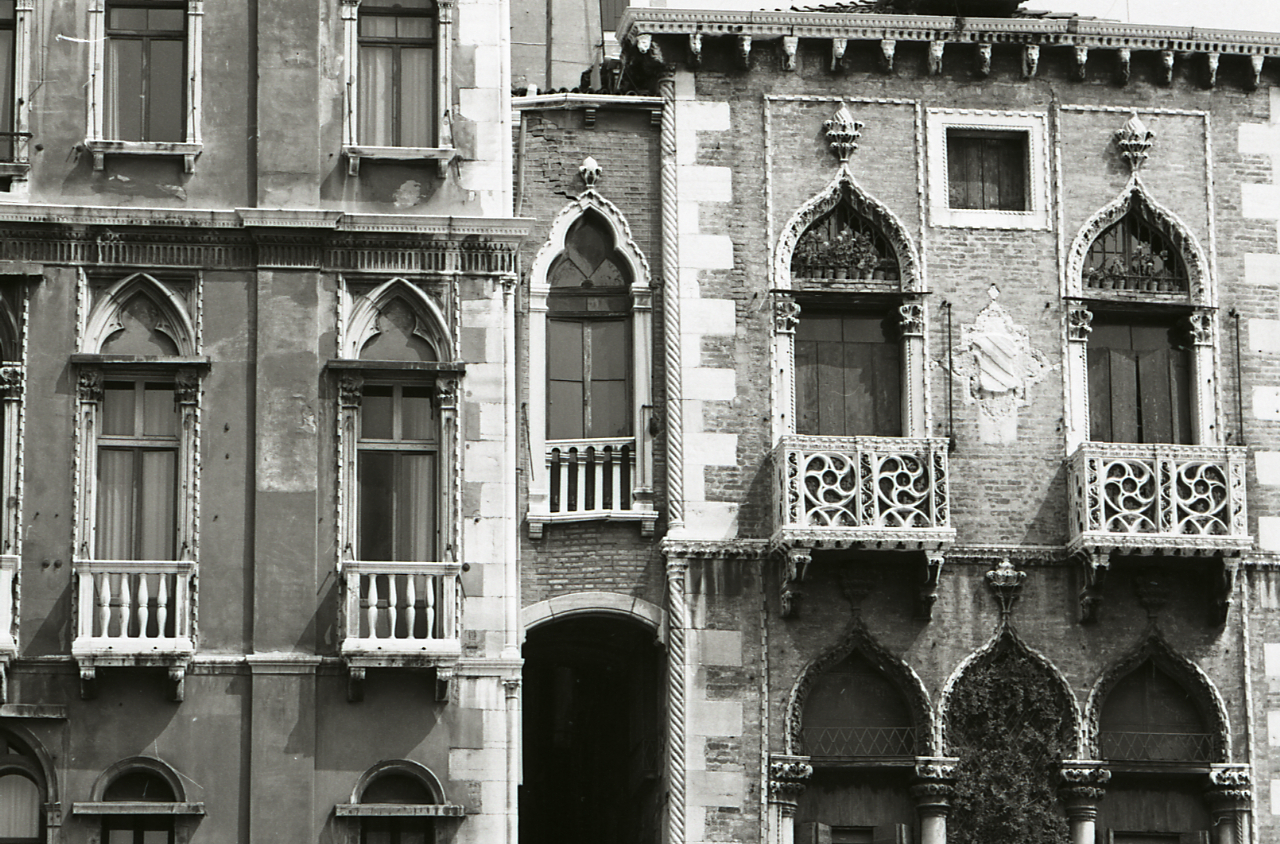
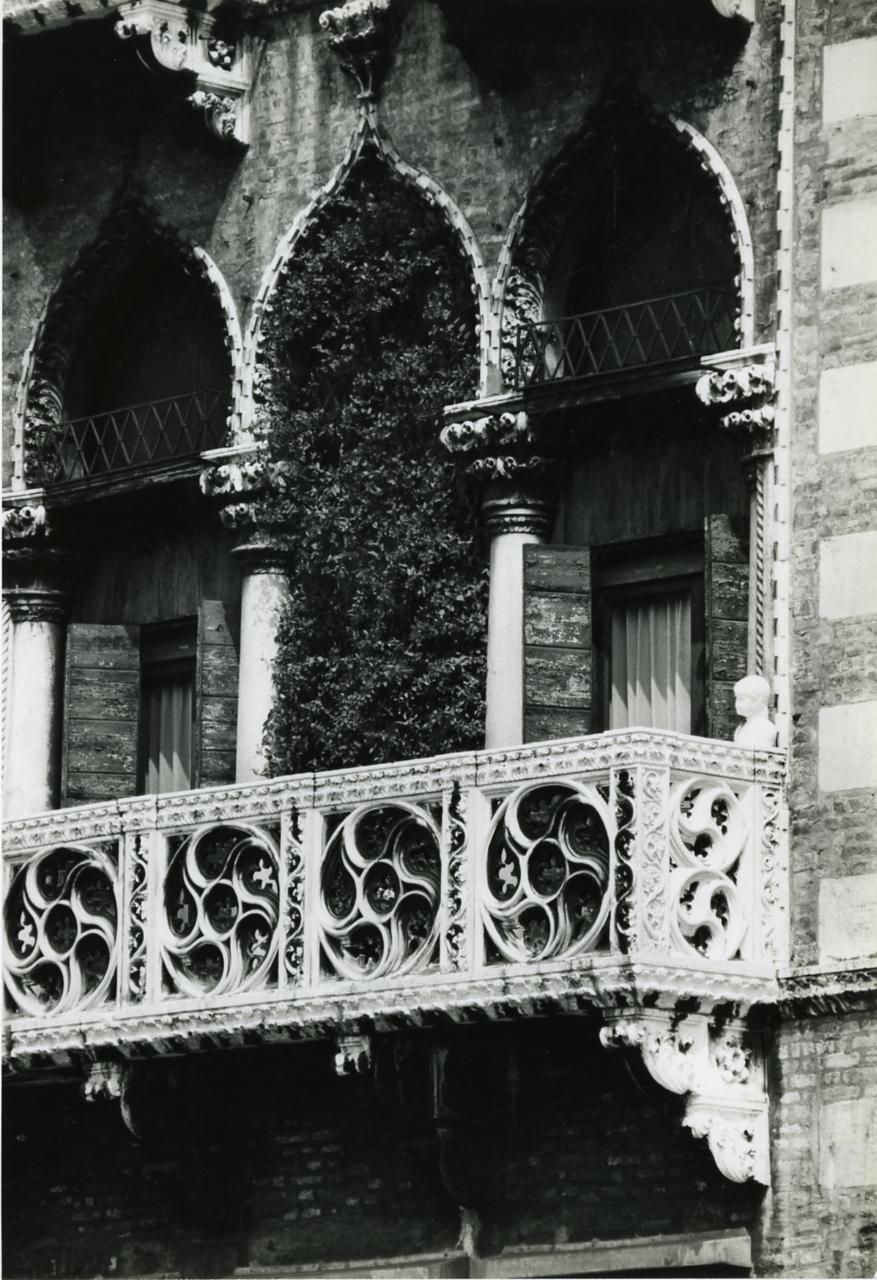
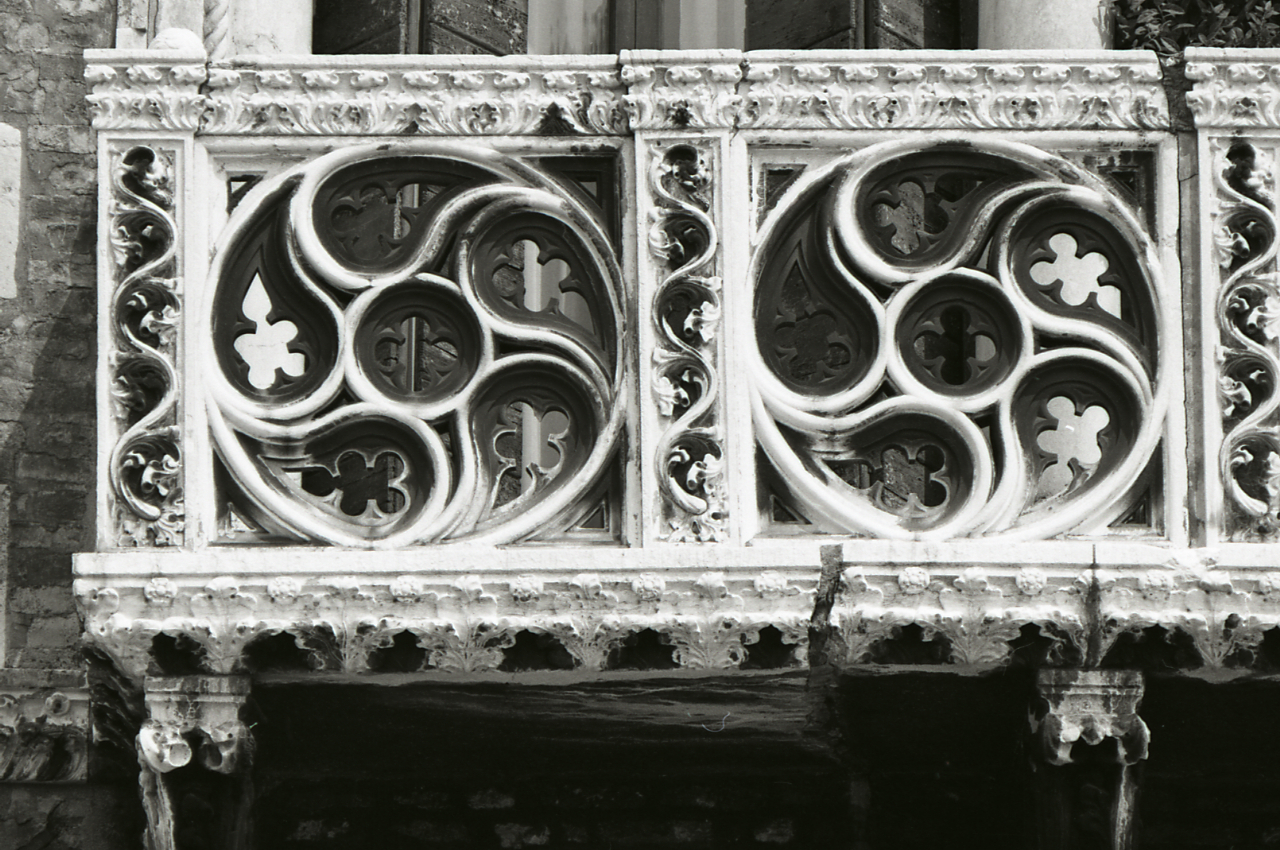